# Faida di Cittanova
Con faida di Cittanova si identificano due faide di 'ndrangheta avvenute nel paese di Cittanova in Calabria.
La prima scoppiata negli anni sessanta tra i Facchineri (alleati ai Marvaso, Varone e Monteleone) e i Raso-Gullace-Albanese-De Raco, mentre la seconda tra il 1987 ed il 1991.

## Eventi della prima faida
- Il 23 settembre 1964 viene ucciso Domenico Gerace da parte di Antonio Albanese su mandato di Rocco Ligato[2].
- Il 28 dicembre 1966 viene ritrovato morto nel torrente Serra Celestino Gullace (Albanese)
- Il 19 marzo 1971 a causa di un furto di animali degli Albanese viene ucciso da Luigi Facchineri in un bar di via Provinciale a Cittanova Antonio Albanese appena uscito di carcere[2]. Facchineri si dà alla latitanza viene arrestato ed evade dal carcere il 12 aprile 1974[2].
- Il 14 luglio 1971 viene ucciso Antonio Pronestì (Albanese)[2]
- Il 27 gennaio 1971 nella villa comunale di Cittanova viene ferito Francesco Albanese[2]
- Il 27 aprile 1972 viene ferito Domenico Facchineri[2]
- Il 13 maggio 1972 in contrada "Scarparo" vengono colpiti Raffaele Albanese e Antonio Raso che moriranno in ospedale, portati da Giuseppe Raso[2]
- Il 16 agosto 1972 viene ucciso in contrada "Torretta" Ernesto Armando Mammone (Albanese)[2]
- Il 27 dicembre 1972 viene ferito Giuseppe Facchineri uscito di carcere da 4 giorni[2]
- Il 4 settembre 1973 viene ucciso Arcangelo Scarfò e ferito Antonio Galasso[2]
- Il 30 marzo 1975 viene ucciso in carcere Giuseppe Raso[2]
- Il 13 aprile 1975 un commando di 5 persone uccide Giuseppe Facchineri ,  viene ferita la moglie Carmela Guerrisi ed il nipote di 7 anni di Vincenzo Facchineri, figlio di Michele Facchineri che rimane illeso. Nello stesso giorno verranno uccisi anche i bambini Domenico Facchineri di 12 anni e Michele Facchineri di 9 anni[2]
- L'8 dicembre 1975 viene ucciso Marcello Malvaso (Facchineri)[2]
- Il 21 febbraio 1976 viene ucciso Luigi Timpano (Facchineri)[2]
- Il 6 luglio 1976 viene ucciso Francesco Raso[2]
- Il 10 dicembre 1976 viene ucciso l'attivista antimafia e comunista Francesco Vinci che non c'entrava con la faida[2]
- Il 16 febbraio 1977 viene ucciso Francesco Facchineri[2]
- Il 10 maggio 1977 viene ucciso Vincenzo Facchineri[2]
- L'11 settembre 1977 viene uccisi Domenico Facchineri[2]
- Il 17 settembre 1978 vengono uccisi Giovanni Raso, Michele Raso e Vincenzo Iacopino[2]
- Il 19 settembre 1978 a Genova, nella pizzeria  "Due Pazzi" vengono uccisi Luigi Facchineri e Giuseppe Gaglianò[2]
- Il 4 ottobre 1978 viene ucciso Giuseppe Raso[2]

## Eventi della seconda faida
Questa lista è suscettibile di variazioni e potrebbe essere incompleta o non aggiornata.

- Francesco Raso (7 luglio 1987)[4] - Raso-Albanese[2]
- Rocco Catalano (7 luglio 1987)[4] - Raso-Albanese[2]
- Raffaele Albanese (7 luglio 1987)[4] - Raso-Albanese[2]
- Girolamo Bruzzì (7 luglio 1987)[4] - Raso-Albanese[2]
- Giovanni Avignone (7 luglio 1987)[4] - Raso-Albanese[2]
- Vincenzo Longo (9 luglio 1987)[5] - Facchineri
- Giacomo Ienco (16 luglio 1987)[6] - Raso-Albanese
- Vincenzo Ienco (16 luglio 1987)[6] - Raso-Albanese
- Angelo Lombardo (19 luglio 1987)[7] - Facchineri
- Urbano Deraco (16 agosto 1987)[8] - Raso-Albanese
- Gelmondo Longo (28 agosto 1987)[9]
- Antonio Reale (27 gennaio 1988)[10]
- Giuseppe Berlingieri (25 ottobre 1988)[11] - Raso-Albanese
- Urbano Curinga (28 gennaio 1989)[12] - Facchineri
- Annunziato Rizzo (11 aprile 1989)[13]
- Luigi Facchineri (20 febbraio 1991)[14] - Facchineri
- Cesare Giovinazzo (20 febbraio 1991)[14] - Facchineri